# Niederleho pavilon v Kladně

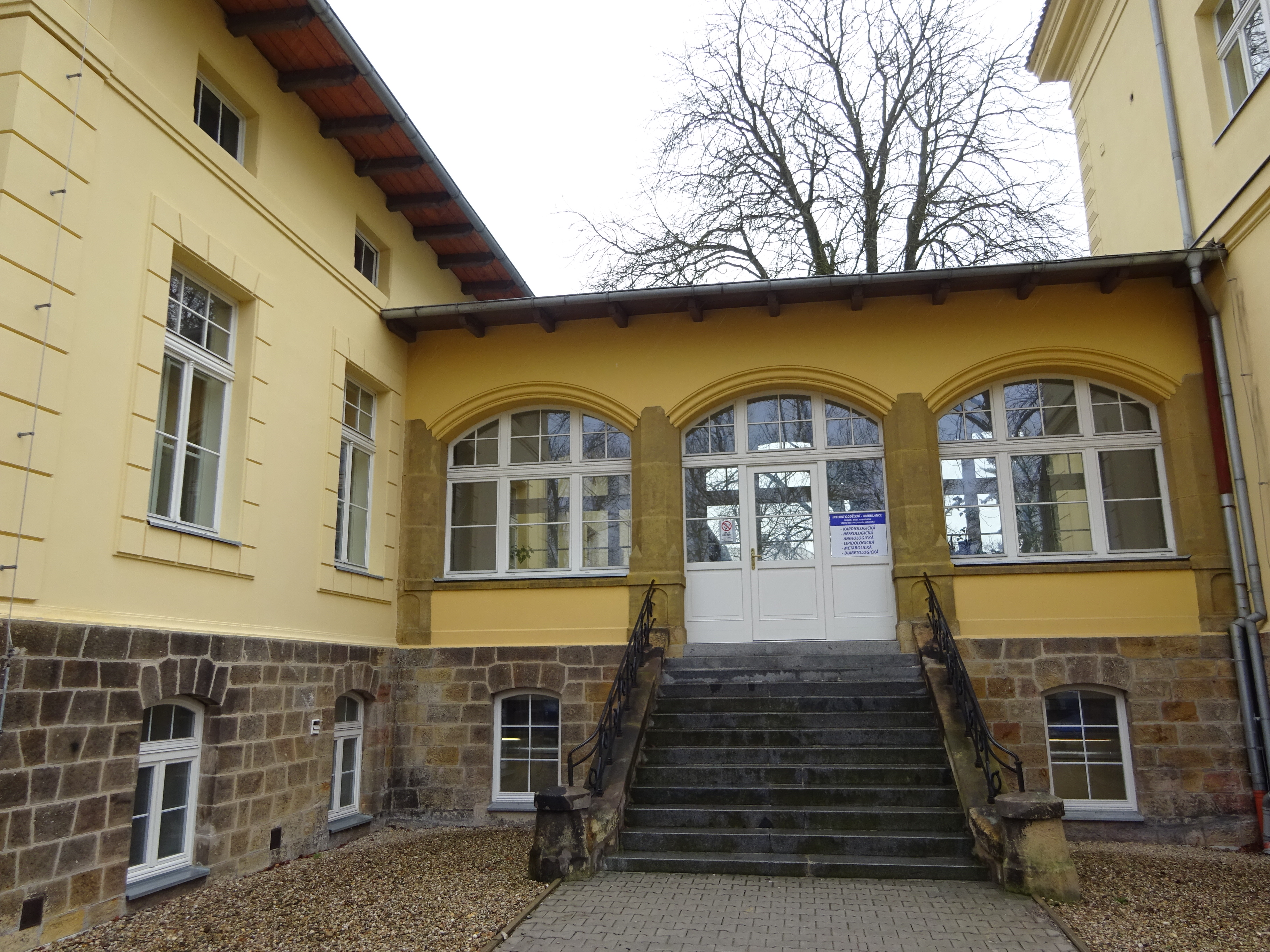
Niederleho pavilon, schody s vchodem

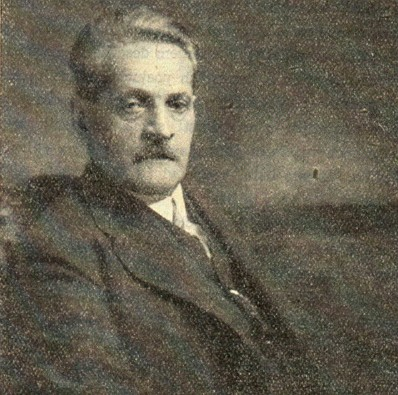
MUDr. Bohuslav Niederle

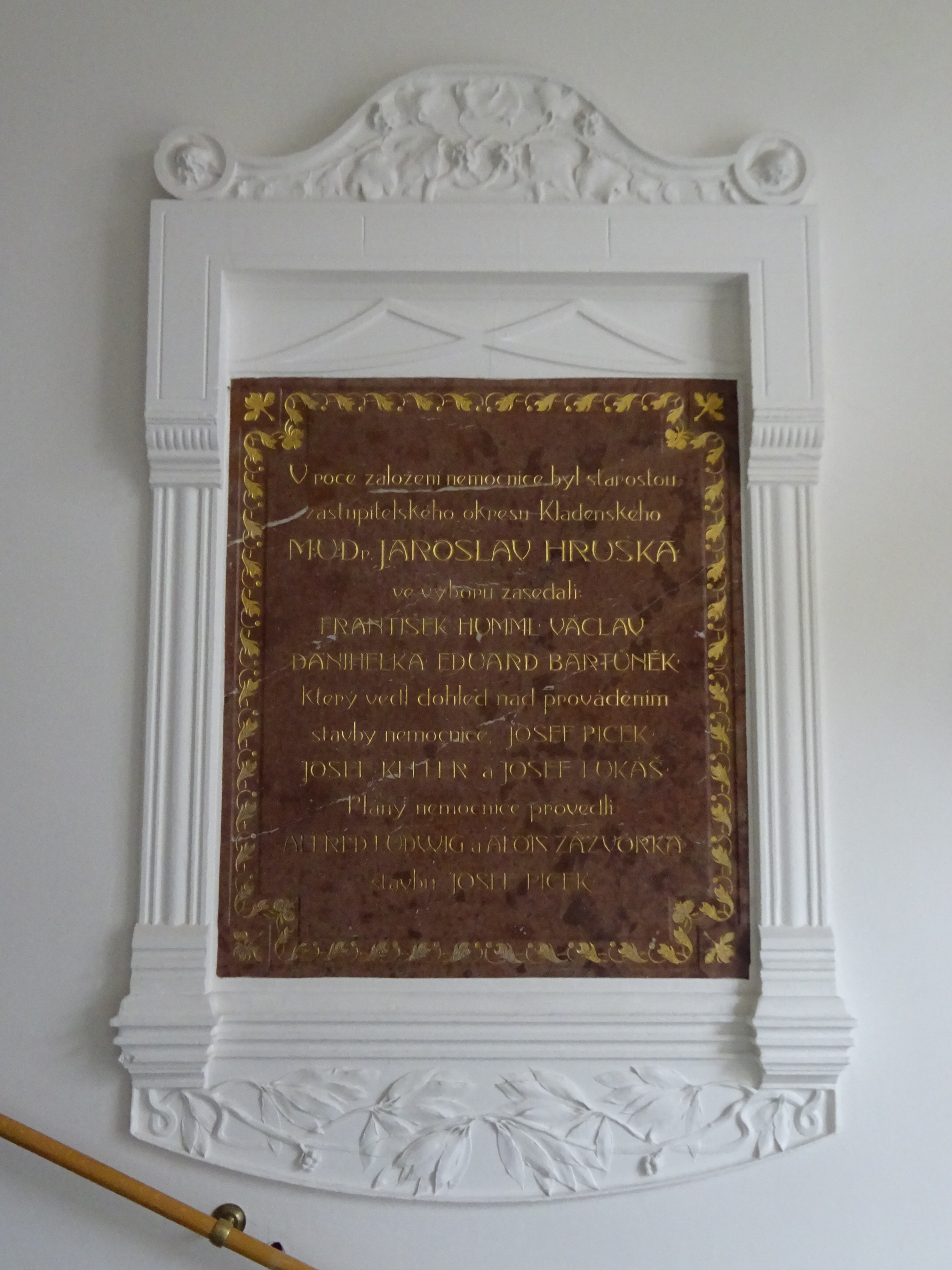
Pamětní deska starosty města MUDr. Jaroslava Hrušky

Niederleho pavilon v Kladně je dnes jednou z budov Oblastní nemocnice Kladno a je budovou památkově chráněnou.

## Historie stavby

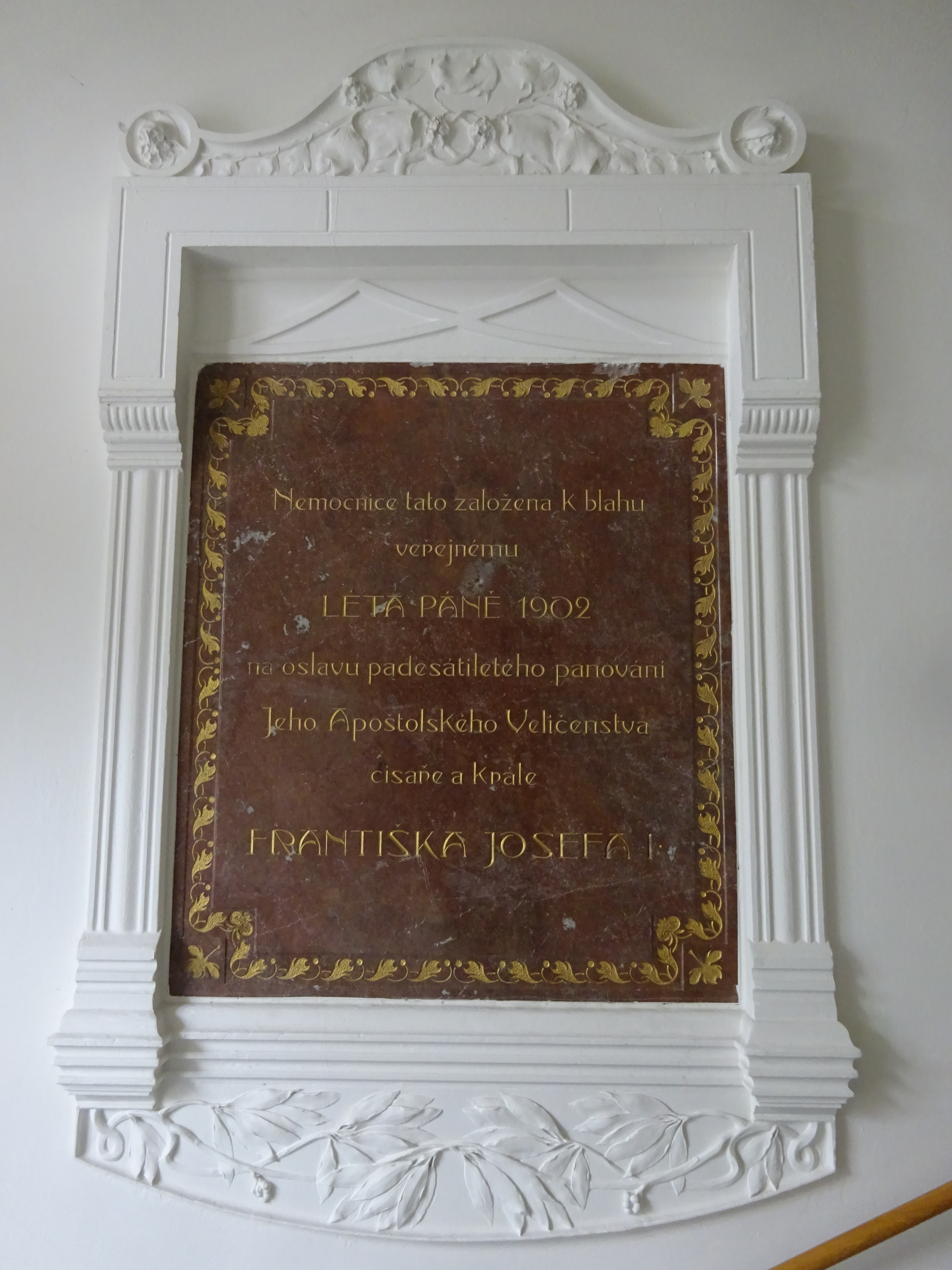
Pamětní deska

Niederleho pavilon je jednopatrovou velmi členitou stavbou postavenou v letech 1902–1903 podle návrhu Aloise Zázvorky a Alfréda Ludwiga, stavbu provedl Josef Picek. Na postavení Okresní všeobecné veřejné nemocnice císaře a krále Františka Josefa se zasloužil tehdejší starosta města MUDr. Jaroslav Hruška, který byl původně lékařem Bratrské hornické poklady Pražské železárenské průmyslové společnosti v Kladně.
Neorenesanční budova se secesními znaky měla několik částí. Kromě centrální části se dvěma pavilóny (ženským a mužským) patřil do komplexu tehdejší nemocnice také infekční pavilon a pitevna s kaplí sv. Kříže a hodinami ve věžičce. Pavilon v době svého založení měl 60 nemocničních lůžek.
Budova je nejstarší částí dnešní komplexu Oblastní nemocnice Kladno. Původní vchod do budovy byl z dnešní ulice Čs. armády, dnes v těchto mostech jsou vzrostlé stromy.
Několik desetiletí v budově bylo umístěno oční oddělení.
V roce 2002 byl objekt rekonstruován a dnes zde sídlí ředitelství nemocnice.

## Lékařský a zdravotnický personál
První ředitelem a zakladatelem kladenské nemocnice byl Bohuslav Niederle (1873–1963), absolvent Lékařské fakulty Karlo-Ferdinandovy university v Praze. V Praze ve Všeobecné nemocnici nastoupil do svého prvního místa, ale od roku 1903 byl již primářem v Kladně. V roce 1912 vstoupil jako dobrovolník do balkánské války, v letech 1914 - 1916 bojoval na srbské frontě, poté byl převelen do Lvova. Po válce se do Kladna vrátil a v roce 1924 byl jmenován ředitelem kladenské nemocnice.
MUDr. Niederle se zasloužil o moderní vybavení nemocnice, zaváděl pokrokové léčebné metody, sám se soustavně vzdělával. Jeho oborem byla především chirurgie, pravidelně zajížděl do Berlína, který tehdy představoval „Mekku chirurgie“ a účastnil se i řady chirurgických kongresů v dalších evropských městech. Věnoval se také rentgenologii. Získané vědomosti uplatňoval v nemocniční praxi, seznamoval s nimi svoje kolegy a později také žáky. Jeho přesvědčování o nutnosti trvalého celoživotního vzdělávání lékařů se promítlo do života Lékařské župy kladenské. Založil v Kladně chirurgické oddělení a zároveň udržoval styky s I. chirurgickou klinikou Všeobecné nemocnice v Praze.
V letech 1919–1927 byl předsedou Družstva městského divadla v Kladně. Věnoval se zdravotnické práci v sokolské župě budečské.
V Kladně si dal stavební firmou postavit rodinnou vilu poblíž kladenského gymnázia (na rohu Náměstí Ed. Beneše a ulice Cyrila Boudy), v ní si také zřídil lékařskou ordinaci vyzdobenou zbraněmi z balkánské války. Vile ve stylu české moderny se dodnes říká Niederleho vila.
V roce 1933 byla kladenská nemocnice pojmenována jeho jménem. Od roku 1928 byl docentem lékařské fakulty, v roce 1934 byl jmenován profesorem.
V roce 1939 se odstěhoval do Prahy. Zemřel 15. února 1963 v Praze.
Jako zdravotnický personál v nemocnici působily milosrdné sestry sv. Karla Boromejského. Sestra představená Cyrila Macková byla za obětavou činnost v době první světové války vyznamenána zlatým křížem.

## Pamětní desky
Na budově je umístěna červená mramorová deska s nápisem „Nemocnice tato založena k blahu veřejnému LÉTA PÁNĚ 1902 na oslavu padesátiletého panování Jeho Apoštolského Veličenstva císaře a krále Františka Josefa I.“
Druhá pamětní deska je věnována MUDr. Jaroslavu Hruškovi.